# Michaił Budyko
Michaił Iwanowicz Budyko (ur. 20 stycznia 1920, zm. 10 grudnia 2001), rosyjski klimatolog, geofizyk i geograf.
Od 1964 profesor i członek Akademii Nauk ZSRR. Prowadził badania z zakresu bioklimatologii, bilansu cieplnego i wodnego Ziemi, rozwoju klimatu, wpływu czynników energetycznych na procesy naturalne. Sformułował prawa bilansu cieplnego dla różnych stref klimatycznych.